# Jamie Lindsay

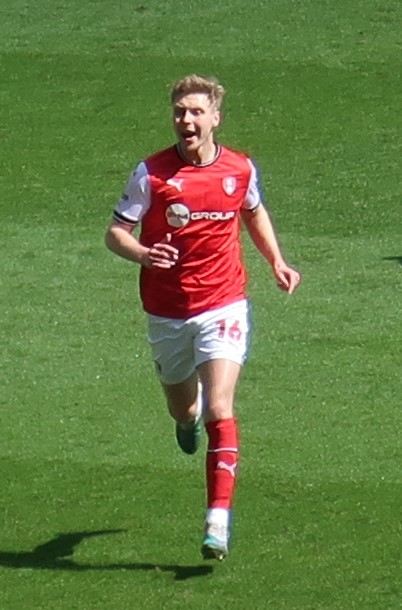
Jamie Lindsay (2023)

Jamie Lindsay (* 11. Oktober 1995 in Glasgow) ist ein schottischer Fußballspieler, der bei Ross County unter Vertrag steht.

## Karriere

### Verein
Jamie Lindsay, der in Glasgow geboren wurde, spielte bis zu seinem zwölften Lebensjahr beim FC Motherwell. Im Jahr 2007 kam er in die Youth Academy von Celtic Glasgow. In der Saison 2014/15 stand er einmal im Profikader im Spiel gegen Ross County im Januar 2015. In der Vorbereitung auf die Saison 2015/16 kam er während des Trainingslagers auf Gran Canaria gegen die PSV Eindhoven und Sparta Prag zu einem Einsatz in der ersten Mannschaft. Im Juli 2015 wurde Lindsay für sechs Monate an den schottischen Zweitligisten FC Dumbarton verliehen. Die Leihe wurde im Januar 2016 bis zum Ende der Saison ausgedehnt. Im Juli 2016 wurde der 20-Jährige für eine Spielzeit an Greenock Morton verliehen. Danach eine Saison zu Ross County, die ihn danach fest unter Vertrag nahmen. Mit Ross stieg er 2019 in die Scottish Premiership auf und wechselte daraufhin nach England zu Rotherham United.

### Nationalmannschaft
Jamie Lindsay spielte von 2010 bis 2014 für Schottland. Sein Debüt gab er in der U-16 im August 2010. Danach spielte er in der U-17, U-19 und der U-20-Auswahl.